# Partido Comunista de Bolivia
El Partido Comunista de Bolivia (PCB) fue un partido político de Bolivia que se adhiere a los principios del comunismo. Fue fundado el 17 de enero de 1950 y estuvo vigente en el país durante alrededor de 53 años cuando la Corte Nacional Electoral de Bolivia decidió por Resolución N.º 043/2003 del 22 de julio de 2003, cancelar la personalidad jurídica del partido.

## Historia
En 1950 se fundó el Partido Comunista de Bolivia, por militantes escindidos del Partido de Izquierda Revolucionaria; siendo inmediatamente declarado ilegal por el gobierno de Mamerto Urriolagoitia. Entre sus fundadores se encontraban entre otros:
Sergio Almaraz Paz, José Pereyra, Víctor Hugo Líbera, Mario Monje Molina, Luis Ballón Sanjinés, Ramiro Otero Lugones, Jorge Ballón Sanjinés, Jorge Ovando Sanz, Néstor Taboada y Simón Reyes.
En 1952 inició sus actividades revolucionarias, y apoya la Revolución Nacionalista del MNR de dicho año.
En 1955 Sergio Almaraz, ideólogo, es expulsado.
En 1966 apoyó la formación de la guerrilla del Ejército de Liberación Nacional (ELN) que Ernesto Che Guevara pretendía instalar en Bolivia. En sus inicios el Partido Comunista de Bolivia envió militantes a entrenarse a Cuba y ellos participaron activamente en las columnas guerrilleras: los hermanos Inti Peredo y Coco Peredo, "Loro" Vázquez Viana, Rodolfo Saldaña, "Ñato" Méndez Korné y Benjamín Coronado Córdova, todos militantes de la Juventud Comunista de Bolivia.
En 1967 frente a la instalación en Bolivia de la guerrilla en Ñancahuazú, Mario Monje por ese entonces Secretario General del Partido Comunista de Bolivia (PCB), solicitó ser nombrado Comandante de la Guerrilla del ELN, lo que fue negado por sus militantes y por lo absurdo del pedido que es descrito por Fidel Castro en su prólogo al Diario del Che en Bolivia como un ardid para no asumir su compromiso y calificado por Inti Peredo como una traición del PCB. Ante esa discusión la Dirección del PCB quitó el apoyo logístico a la guerrilla, aunque muchos de sus militantes renunciaron y se alinearon al ELN, la falta de una red urbana de apoyo a la guerrilla es considerado como uno de los factores que se han adjudicado en los análisis del fracaso de dicha guerrilla que culminó con la muerte del Comandante Che Guevara. 
El Partido Comunista de Bolivia fue perseguido duramente y proscrito por los Regímenes militares que se instalan en 1967 y que perduran hasta 1982. 
En 1971 el PCB participa de la Asamblea del Pueblo, multipartidaria que forzó la apertura política inicialmente con el general Banzer.
Durante el reinicio de las actividades políticas, el PCB se enmarca en la coalición "Unidad Democrática y Popular", con sectores izquierdistas del Movimiento Nacionalista Revolucionario (MNR), que apoyó a Hernán Siles Suazo en 1978, 1979 y 1980.
En la dictadura de Luis García Meza Tejada el PCB lo dirigen Humberto Ramírez, Ramiro Barrenachea, Remberto Cárdenas, Oscar Salas Moya, Walter Morales y Edgar Ramírez Santiesteban.
En 1985 inicia una nueva coalición en acuerdo con el comunismo internacional, Frente Pueblo Unido, que estuviera en sintonía con el enmarcamiento ideológico y no con la obtención del poder político. Dicha coalición luego se llamaría Izquierda Unida entre 1989 y 1997. Prácticamente tras esa fecha toda la izquierda boliviana ingresa al Movimiento al Socialismo.
El 2003 mediante la Resolución 043/2003 de la Corte Nacional Electoral cancela Personalidad Jurídica por incumplimiento del requisito de publicar sus listados de militantes.  El remanente del PCB histórico tiene una relación de apoyo hacia el gobierno de Evo Morales, siendo que varios de sus militantes han ejercido función de gobierno: Ignacio Mendoza (exsenador), Víctor Cáceres (exministro de Educación),  Pedro Quiroz (ex-Viceministro del Interior).

## Secretarios Generales
| N.º | Secretario         | Secretario              | Mandato | Mandato |
| N.º | Secretario         | Secretario              | Inicio  | Fin     |
| --- | ------------------ | ----------------------- | ------- | ------- |
| 1   | Bandera de Bolivia | Simón Reyes Rivera      | 1950    | 1967    |
| 2   | Bandera de Bolivia | Mario Monje             | 1967    | 1970    |
| 3   | Bandera de Bolivia | Jorge Kolle Cueto       | 1970    | 1981    |
| 4   | Bandera de Bolivia | Marcos Domic Ruiz       | 1985    | 2003    |
| 5   | Bandera de Bolivia | Ignacio Mendoza Pizarro | 2003    | 2016    |

## Elecciones

### Candidaturas Presidenciales
| Elección | Candidatos               | Primera vuelta | Primera vuelta | Segunda vuelta | Segunda vuelta | Resultado | Nota                         |
| Elección | Candidatos               | Votos          | %              | Votos          | %              | Resultado | Nota                         |
| -------- | ------------------------ | -------------- | -------------- | -------------- | -------------- | --------- | ---------------------------- |
| 1978     | Hernán Siles Suazo       | 484,383        | 25,01%         |                |                | No electo | Unidad Democrática y Popular |
| 1979     | Hernán Siles Suazo       | 528,696        | 35,99%         |                |                | Sí electo | Unidad Democrática y Popular |
| 1980     | Hernán Siles Suazo       | 507,173        | 38,74%         |                |                | Sí electo | Unidad Democrática y Popular |
| 1985     | Antonio Araníbar Quiroga | 38,124         | 2,53%          |                |                | No electo | Frente Pueblo Unido          |
| 1989     | Antonio Araníbar Quiroga | 113,509        | 8,02%          |                |                | No electo | Izquierda Unida              |
| 1993     | Ramiro Velasco Romero    | 16,137         | 0,98%          |                |                | No electo | Izquierda Unida              |
| 1997     | Alejo Véliz Lazo         | 80,806         | 3,71%          |                |                | No electo | Izquierda Unida              |
| 2002     | Juan Evo Morales Aima    | 581,884        | 20,94%         |                |                | No electo | Apoyo al MAS                 |
| 2005     | Juan Evo Morales Aima    | 1,539,045      | 52,99%         |                |                | Sí electo | Apoyo al MAS                 |
| 2009     | Juan Evo Morales Aima    | 2,943,209      | 64.22 %        |                |                | Sí electo | Apoyo al MAS                 |
| 2014     | Juan Evo Morales Aima    | 3,173,304      | 61.36 %        |                |                | Sí electo | Apoyo al MAS                 |

## Homenajes
Poema "Al Partido Comunista de Bolivia"ː Con la fuerza de todas las razas
que conforman los pueblos del ande,
hoy se pone de pie el comunismo,
igual que un proletario gigante.
Es un indio que eleva los puños
sobre todas las cumbres tonantes
y reclama su pan y su tierra
con la voz de los roncos volcanes.
Guaraníes, aimaras y quechuas,
la montaña, la selva y los valles,
se reúne en nuestro Partido
en un pacto de sol y de sangre.
Hay diez cumbres saltadas al tiempo
Hay diez años de lucha y coraje.
Son diez rojas estrellas que escriben
la palabra “victoria” en los andes.
Y los campos, talleres y minas
con su voz de metal crepitante
hoy saludan a nuestro Partido
levantando banderas llameantes
Ni pistolas que apuntan al pecho
cortarán el camino gigante
aunque ensayen de nuevo en su cuerpo
el martirio de Tupaj Katari
Con la fuerza triunfal de las masas
alcanzaremos la patria sangrante
sobre el bosque de brazos obreros
hacia el triunfo más puro y más grande.
Derrumbemos los muros del tiempo
bolivianos de todas las clases.
Adelante que es de nuestra vida
camaradas heroicos del ande.
Óscar Alfaro, La Paz, 17 de enero de 1960